# 龔賢哲
龔賢哲，云南人，一贯道支派先天道首领，1991年在云南曲靖、楚雄等地成立秘密结社政权“中华国”。
龚贤哲自1973年开始，在云南一些经济文化相对落后的山区以一贯道名义诈骗钱财。1976年被公安机关抓获，后经教育释放后，龚贤哲开始策划组织复辟一贯道。
1980年代末，龚贤哲以一贯道经书《家乡信书》（又名《金母血书》）为教义。并以书中记载的“世上人不守佛规，惹得上天震怒，降下劫难，以作惩罚，人类面临着灭顶之灾。无生老母为了搭救她的下界儿女，咬破自己的中指，写下血书，指示领着诸佛下凡界，以普度九十二追寻皇胎儿女”的内容为依据，据此自称“大道师祖”，创立“先天大道”。在15年的时间里，在云南曲靖、楚雄、昆明、大理等地秘密培训骨干，发展道徒，仅教主就委任了9名，信众达万余人。宣称“共产党日子长不了，到时候天下由我们来掌管，留谁、杀谁都有我们来决定”。1991年龚贤哲又制定出立新皇帝，建“中华国”的“政治纲领”。并拟定中华国的年号为“顶古永和”。随着先天大道信徒人数的增多、实力的加强，龚贤哲决定实施其制定的政治纲领，遂密谋策划发动暴乱，但旋即遭到当地人民政府镇压，龚贤哲被判处死刑。